# 橋口祐葵
橋口 祐葵（はしぐち ゆうき、1994年6月8日 - ）は、日本の柔道家。宮崎県延岡市出身。階級は66kg級。身長168cm。組み手は右組み。血液型はA型。段位は二段。得意技は背負投、袖釣込腰。

## 経歴
柔道は6歳の時に芦塚柔道場で始めた。1つ下には磯田範仁がいた。小学校5年の時には全国少年柔道大会の個人戦で2位になった。中学からは上京して講道学舎所属となり、弦巻中学3年の時には全国中学校柔道大会66kg級で優勝を果たした。その後地元に戻って延岡学園高校に進むと、インターハイでは6試合のうち1試合は反則勝ちであったものの、オール一本勝ちして山下泰裕、高木海帆に次ぐ史上3人目の1年生チャンピオンとなった。全日本ジュニアと世界ジュニアでは共に3位となった。2年のインターハイでは2回戦で敗れた。全国高校選手権には66kg級が設けられていないので1階級上の73kg級に出場して決勝まで進むが、新田高校2年の村上洋平に敗れて2位にとどまった。3年のインターハイでは2年ぶり2度目の優勝を飾った。
2013年に明治大学へ進学すると、全日本ジュニアでは準決勝で鹿屋体育大学2年の竪山将に敗れて3位にとどまったが、世界ジュニアでは決勝で前回のこの大会のチャンピオンである竪山を技ありで破り優勝を果たした。団体戦では3位にとどまった。2年の時には東アジア選手権とグランプリ・アスタナで優勝した。4年の時には講道館杯の準々決勝で日体大1年の阿部一二三を袖釣込腰で破るなどして決勝まで進むも、芦塚道場時代の1年後輩である国士舘大学3年の磯田に技ありで敗れて2位にとどまった。12月のグランドスラム・東京では決勝まで勝ち上がるも阿部に背負落で敗れて2位に終わった。
大学を卒業した2017年からはパーク24の所属となった。選抜体重別では初戦で敗れたが、世界団体のメンバーに選出された。6月にはIJFが2020年の東京オリンピックで採用されることが決まった男女混合による6人制の団体戦を世界団体に新規導入したために、橋口の属する66kg級は団体戦で行われなくなり、結果、世界団体のメンバーから外されることとなった。後にこの時のことを次のように振り返った。「試合は悔しくて（テレビで）見ませんでした。終わったことは忘れて、目の前の試合に1つ1つ勝って、来年こそは世界選手権に出場したい」。さらに、世界チャンピオンとなった阿部にも苦手意識はないとして、東京オリンピックに向けて阿部を破っておきたいとも語った。8月の実業個人選手権では優勝した。9月のグランプリ・ザグレブでは決勝でポルトガルのセルジュ・オレイニクから技あり2つを取って優勝を飾った。10月の国体では東京都の一員としてチームの優勝に貢献した。2018年の実業団体2部ではチームの優勝に貢献した。アジアオープン・台北ではオール一本勝ちで優勝した。2019年の実業個人選手権で優勝した。2020年のグランプリ・テルアビブでは2回戦で地元イスラエルのタル・フリッカーに反則負けを喫した。

## 戦績
- 2005年 - 全国少年柔道大会 個人戦 2位
- 2009年 - 全国中学校柔道大会 優勝
- 2010年 - ブレーメンカデ国際 優勝
- 2010年 - インターハイ 優勝
- 2010年 - 全日本ジュニア 3位
- 2010年 - 世界ジュニア 3位
- 2011年 - フランスジュニア国際 3位
- 2012年 - 全国高校選手権 2位（73kg級）
- 2012年 - 韓国ジュニア国際 2位
- 2012年 - インターハイ 優勝
- 2012年 - 全日本ジュニア 2位
- 2012年 - エクサンプロヴァンスジュニア国際 優勝
- 2013年 - ベルギージュニア国際 優勝
- 2013年 - 全日本ジュニア 3位
- 2013年 - 世界ジュニア 個人戦 優勝 団体戦 3位
- 2014年 - 東アジア選手権 個人戦 優勝 団体戦 2位
- 2014年 - 学生体重別 5位
- 2014年 - グランプリ・アスタナ 優勝
- 2014年 - 講道館杯 5位
- 2015年 - 学生体重別 3位
- 2015年 - 体重別団体 3位
- 2015年 - 講道館杯 5位
- 2016年 - 体重別団体 3位
- 2016年 - 講道館杯 2位
- 2016年 - グランドスラム・東京 2位
- 2017年 - グランプリ・フフホト 3位
- 2017年 - 実業個人選手権 優勝
- 2017年 - グランプリ・ザグレブ 優勝
- 2017年 - 国体 成年男子の部 優勝
- 2018年 - 実業団体2部 優勝
- 2018年 - アジアオープン・台北 優勝
- 2018年 - 実業個人選手権 3位
- 2018年 - 講道館杯 7位
- 2019年 - 実業個人選手権 優勝

（出典、JudoInside.com）